# Полянский, Алексей Сергеевич
Алексей Сергеевич Полянский (1858—?) — русский военный деятель, генерал-лейтенант (1915). Герой Русско-японской войны.

## Биография
В 1874 году вступил в службу после получения домашнего образования. В 1877 году после окончания Казанского военного училища произведён в прапорщики  и определён в Ахалцыхский 162-й пехотный полк,  в составе полка был участником Русско-турецкой войны. В 1880 году произведён в подпоручики, в 1881 году в поручики, в 1883 году в штабс-капитаны.
В 1886 году после окончания Офицерской стрелковой школы назначен младшим офицером Виленского военного училища. В 1890 году произведён в капитаны, в 1896 году в  подполковники. С 1905 года полковник, командир 282-го Черноярского пехотного полка, участник Русско-японской войны во главе полка. С 1906 года командир 9-го Сибирского резервного пехотного Тобольского полка. 3 ноября 1906 года «за храбрость» был награждён Золотым оружием «За храбрость». 28 июля 1907 года «за храбрость» был награждён орденом Святого Георгия 4-й степени.
В 1910 году произведён в генерал-майоры с назначением командиром 2-й бригады 11-й Сибирской стрелковой дивизии. С 1914 года начальник 1-й Кавказской стрелковой бригады, участник Первой мировой войны во главе бригады. В 1915 году произведён в генерал-лейтенанты с назначением начальником 24-й пехотной дивизии.
С 1917 года состоял в резерве чинов при штабе Петроградского военного округа.

## Награды
- Золотое оружие «За храбрость» (ВП 03.11.1906)
- Орден Святой Анны 2-й степени с мечами (1907)
- Орден Святого Георгия 4-й степени (ВП 28.07.1907)
- Орден Святого Владимира 3-й степени (1909)
- Орден Святого Станислава 1-й степени (1913; Мечи к ордену — ВП 26.05.1916)
- Орден Святой Анны 1-й степени с мечами (ВП 02.03.1915)
- Орден Святого Владимира 2-й степени с мечами (ВП 26.05.1915)